# Giro del Lago Maggiore
El Giro del Lago Maggiore (oficialmente: Giro del Lago Maggiore "GP Knorr") también llamado Gran Premio Brissago, fueron varias carreras ciclistas suizas, masculinas y femenina, disputada en los alrededores del lago Mayor (en la frontera con Italia) en el mes de marzo. Su "apellido" en el nombre oficial se debió al patrocinio de Knorr.
Se corrieron diferentes ediciones masculinas élites aisladas desde 1961 hasta que en 1982 ascendió al profesionalismo. Aunque fue habitual que se disputase en una sola etapa hubo otras ediciones que fue carrera por etapas e incluso en contrarreloj en 1990. Tradicionalmente fue una carrera de categoría 1.5 (última categoría del profesionalismo) hasta la creación de los Circuitos Continentales UCI en 2005 cuando formó parte del UCI Europe Tour, dentro de la categoría 1.2 (igualmente última categoría del profesionalismo) siendo su última edición en el 2006.
A pesar de la desaparición de la masculina profesional hasta el 2009 se siguieron disputando otras carreras de similares características en diferentes categorías inferiores masculinas como una carrera femenina sin limitación de edad pero de menor kilometraje. La femenina se llamó con el nombre de Gran Premio Brissago-Lago Maggiore; anteriormente Gran Premio Brissago y Giro del Lago Maggiore "GP Knorr". La femenina también fue profesional en los años 2008 y 2009 en la categoría 1.2 (última categoría del profesionalismo) antes fue amateur y siempre tuvo entre 100 y 80 km menos que la masculina profesional.
Siempre tuvo inicio y final en Brissago.
Estuvo organizada por el Velo Club Brissago.

## Palmarés

### Masculino
En amarillo: edición amateur.
| Año       | Ganador             | Segundo              | Tercero             |
| --------- | ------------------- | -------------------- | ------------------- |
| 1961      | Ernst Fuchs         | Bandera de ?         | Bandera de ?        |
| 1962-1973 | No se disputó       | No se disputó        | No se disputó       |
| 1974      | Roland Salm         | Bandera de ?         | Bandera de ?        |
| 1975      | No se disputó       | No se disputó        | No se disputó       |
| 1976      | Meinrad Vögele      | Bandera de ?         | Bandera de ?        |
| 1977      | Daniel Gisiger      | Richard Trinkler     | Fridolin Keller     |
| 1978-1980 | No se disputó       | No se disputó        | No se disputó       |
| 1981      | Daniel Gisiger      | Richard Trinkler     | Fridolin Keller     |
| 1982      | Viktor Schrane      | Marco Vitali         | Julius Thalmann     |
| 1983      | Peter Wollenmann    | André Massard        | Killian Blum        |
| 1984      | Jörg Müller         | Bernard Voillat      | Jocelyn Jolidon     |
| 1985      | Guido Winterberg    | Stephan Joho         | Arno Kuttel         |
| 1986      | Kurt Steinmann      | Daniel Huwyler       | Peter Becker        |
| 1987      | Daniel Gisiger      | Walter Delle Case    | Jan Koba            |
| 1988      | Richard Trinkler    | Pius Schwarzentruber | Jocelyn Jolidon     |
| 1989      | Heinz Imboden       | Gilbert Glaus        | Rolf Rutschmann     |
| 1990      | Andrea Guidotti     | Gilbert Glaus        | Rolf Rutschmann     |
| 1991      | Bruno Risi          | Kurt Betschart       | Thomas Wegmuller    |
| 1992      | Thomas Wegmuller    | Kurt Betschart       | Daniel Wyder        |
| 1993      | Zbigniew Piątek     | Andrzej Sypytkowski  | Mauro Gianetti      |
| 1994      | Gianvito Martinelli | Fabrizio Bontempi    | Bruno Boscardin     |
| 1995      | Karl Kalin          | Francesco Secchiari  | Urs Graf            |
| 1996      | Armin Meier         | Gianpaolo Mondini    | Davide Casarotto    |
| 1997      | Endrio Leoni        | Gabriele Balducci    | Nicola Minali       |
| 1998      | Luca Mazzanti       | Gilberto Simoni      | Marco Milesi        |
| 1999      | Gabriele Balducci   | Romāns Vainšteins    | Alessandro Petacchi |
| 2000      | Tobias Steinhauser  | Stefano Zanini       | Artur Krzeszowiec   |
| 2001      | Paolo Bossoni       | Jaŭhen Senioučkin    | Alessandro Pozzi    |
| 2002      | Filippo Pozzato     | Piotr Przydział      | Bastjan Mervar      |
| 2003      | Raffaele Illiano    | Markus Knopfle       | Kjell Callstrom     |
| 2004      | Aitor Galdós        | Mychajlo Chalilov    | Sascha Urweider     |
| 2005      | Mauro Santambrogio  | Michele Maccanti     | Danilo Napolitano   |
| 2006      | Giairo Ermeti       | Fredrik Kessiakoff   | Roger Beuchat       |

### Femenino
| Año  | Ganadora          | Segunda                  | Tercera             |
| ---- | ----------------- | ------------------------ | ------------------- |
| 1985 | Barbara Ganz      |                          |                     |
| 1986 | Roberta Bonanomi  |                          |                     |
| 1987 | Imelda Chiappa    | Luzia Zberg              | Dominique Damiani   |
| 1988 | Edith Schönberger | Barbara Ganz             | Isabelle Michel     |
| 1989 | Barbara Ganz      | Evelyne Müller           | Edith Schönberger   |
| 1990 | Eva Gallmann      |                          |                     |
| 1991 | Luzia Zberg       | Evelyne Müller           | Yvonne Elkuch       |
| 1992 | Hanni Weiss       | Susanne Krauer           | Evelyne Müller      |
| 1993 | Yvonne Schnorf    | Luzia Zberg              | Karin Romer         |
| 1994 | Luzia Zberg       | Yvonne Schnorf           | Nicole Ebner        |
| 1997 | Andrea Hänny      | Marcia Eicher            | Jolanda Schleuniger |
| 1998 | Chantal Daucourt  | Natalja Yuganiuk         | Lucille Hunkeler    |
| 1999 | Natalja Yuganiuk  | Chantal Daucourt         | Marika Murer        |
| 2000 | Greta Zocca       | Regina Schleicher        | Nicole Brändli      |
| 2001 | Marika Murer      | Natalja Yuganiuk         | Barbara Cazzaniga   |
| 2002 | Vera Carrara      | Volha Hayeva             | Alexandra Vetter    |
| 2003 | Alison Wright     | Noemi Cantele            | Hayley Brown        |
| 2004 | Vera Carrara      | Caroline Payot-Podevin   | Bettina Kuhn        |
| 2005 | Giorgia Bronzini  | Janildes Fernandes Silva | Bettina Kuhn        |
| 2006 | Fabiana Luperini  | Diana Ziliute            | Nicole Brändli      |
| 2007 | Noemi Cantele     | Magali Mocquery          | Fabiana Luperini    |
| 2008 | Nicole Brändli    | Noemi Cantele            | Marta Bastianelli   |
| 2009 | Noemi Cantele     | Jeannie Longo            | Eva Lutz            |

## Palmarés por países
| País     | Victorias |
| -------- | --------- |
| Suiza    | 18        |
| Italia   | 9         |
| Polonia  | 1         |
| Alemania | 1         |
| España   | 1         |

| País      | Victorias |
| --------- | --------- |
| Suiza     | 12        |
| Italia    | 9         |
| Ucrania   | 1         |
| Australia | 1         |